# Eucyclops silvestrii
Eucyclops silvestrii – gatunek widłonoga z rodziny Cyclopidae. Opisał go w 1927 roku włoski biolog morski Alessandro Brian (1873–1969), nadając mu nazwę Cyclops silvestrii.